# Asphondylia websteri
Asphondylia websteri är en tvåvingeart som beskrevs av Ephraim Porter Felt 1917. Asphondylia websteri ingår i släktet Asphondylia och familjen gallmyggor. Inga underarter finns listade i Catalogue of Life.